# Copa Centro-Oeste 2001
La Copa Centro-Oeste 2001 è stata la 3ª edizione della Copa Centro-Oeste.

## Formula
Le otto squadre partecipanti sono suddivise in due gironi da quattro squadre ciascuno. Le prime due classificate di ciascun girone saranno ammesse alla seconda fase, che decreterà la vincitrice del torneo. Il club vincitore ottiene un posto per il turno preliminare di Copa dos Campeões 2001.

## Partecipanti
| Stato              | Squadra (Città)                     |
| ------------------ | ----------------------------------- |
| Distretto Federale | Bandeirante-DF (Núcleo Bandeirante) |
| Distretto Federale | Gama (Gama)                         |
| Espírito Santo     | Serra (Serra)                       |
| Goiás              | Goiás (Goiânia)                     |
| Goiás              | Vila Nova (Goiânia)                 |
| Mato Grosso        | Juventude-MT (Primavera do Leste)   |
| Mato Grosso do Sul | Comercial-MS (Campo Grande)         |
| Tocantins          | Palmas (Palmas)                     |

## Risultati

### Fase a gironi

#### Gruppo A
|  | Pos. | Squadra        | Pt | G | V | N | P | GF | GS | DR  |
|  | ---- | -------------- | -- | - | - | - | - | -- | -- | --- |
|  | 1.   | Goiás          | 18 | 6 | 6 | 0 | 0 | 23 | 6  | +17 |
|  | 2.   | Serra          | 6  | 6 | 2 | 0 | 4 | 12 | 13 | -1  |
|  | 3.   | Comercial-MS   | 6  | 6 | 2 | 0 | 4 | 6  | 9  | -3  |
|  | 4.   | Bandeirante-DF | 6  | 6 | 2 | 0 | 4 | 4  | 17 | -13 |

Legenda:
      Ammessa alla fase finale.
Note:
Tre punti a vittoria, uno a pareggio, zero a sconfitta.

#### Gruppo B
|  | Pos. | Squadra      | Pt | G | V | N | P | GF | GS | DR |
|  | ---- | ------------ | -- | - | - | - | - | -- | -- | -- |
|  | 1.   | Vila Nova    | 13 | 6 | 4 | 1 | 1 | 12 | 8  | +4 |
|  | 2.   | Gama         | 10 | 6 | 3 | 1 | 2 | 9  | 4  | +5 |
|  | 3.   | Palmas       | 6  | 6 | 1 | 3 | 2 | 5  | 7  | -2 |
|  | 4.   | Juventude-MT | 3  | 6 | 0 | 3 | 3 | 5  | 12 | -7 |

Legenda:
      Ammessa alla fase finale.
Note:
Tre punti a vittoria, uno a pareggio, zero a sconfitta.

### Fase finale

#### Semifinali
| Squadra 1 | Totale | Squadra 2 | Andata | Ritorno |
| --------- | ------ | --------- | ------ | ------- |
| Gama      | 4 – 5  | Goiás     | 2 – 4  | 2 – 1   |
| Serra     | 3 – 3  | Vila Nova | 2 – 1  | 1 – 2   |

#### Finale
| Squadra 1 | Totale | Squadra 2 | Andata | Ritorno |
| --------- | ------ | --------- | ------ | ------- |
| Goiás     | 2 – 1  | Vila Nova | 1 – 0  | 1 – 1   |